# Peukalosaari (ö i Södra Savolax, Nyslott, lat 62,31, long 28,75)
Peukalosaari är en ö i Finland. Den ligger i sjön Enonvesi och i kommunen Heinävesi i den ekonomiska regionen  Nyslotts ekonomiska region  och landskapet Södra Savolax, i den sydöstra delen av landet, 300 km nordost om huvudstaden Helsingfors. Öns area är 37,2 hektar och dess största längd är 1,4 kilometer i sydöst-nordvästlig riktning.